# Panteó Viader
El Panteó Viader és una obra modernista de Cardedeu (Vallès Oriental) inclosa a l'Inventari del Patrimoni Arquitectònic de Catalunya.

## Descripció
Monument escultòric situat a l'entrada del cementiri, alçat sobre un espai ovalat. Està compost d'una part per un petit jardí rodejant la tomba, una escala amb dos elements escultòrics i a la part superior una creu que reposa sobre una columna hexagonal. L'escultura pròpiament dita és feta amb marbre i està composta per una figura humana de certa edat amb barba (potser el profeta Malaquias) assegut amb un llibre obert a la mà esquerra i una ploma a la dreta. Els plecs de la seva indumentària cauen suaus per tot el seu cos. Al seu costat hi ha un lleó amb ales recolzat amb les potes davanteres visibles.
A la tomba hi ha la inscripció de la família Marc Viader.

## Història
Aquesta escultura està inclosa dins d'un moviment antiacademicista dins del modernisme: l'escala humana del bloc, la naturalitat en el gest, la falta d'anècdota i l'expressió són alguns trets d'aquest moviment d'escultura que va tenir com a principal influència Rodin i que es veu reflectit en aquesta escultura de Clarasó.